# أنطونيو غوميز (دراج)
أنطونيو غوميز (بالإسبانية: Antonio Gómez del Moral)‏ (و. 1939  م) هو راكب دراجة هوائية إسباني، ولد في قبرة، شارك في طواف فرنسا.

## روابط خارجية
- أنطونيو غوميز على موقع أرشيف الدراجات (الإنجليزية)
- أنطونيو غوميز على موقع إحصائيات الدراجات الإحترافية (الإنجليزية)
- أنطونيو غوميز على موقع CycleBase (الإنجليزية)